# 高地城 (佛羅里達州)
高地城（英語：Highland City）是位於美國佛羅里達州波爾克縣的一個人口普查指定地區。

## 地理
高地城的座標為27°57′46″N 81°52′46″W / 27.96278°N 81.87944°W，而該地最高點為海拔高度36米（即118英尺）。

## 人口
根據2010年美國人口普查的數據，高地城的面積為2.10平方千米，當中陸地面積為2.10平方千米，而水域面積為0.00平方千米。當地共有人口2051人，而人口密度為每平方千米976人。